# Matías Segovia
Matías Emanuel Segovia Torales (Caaguazú, 4 januari 2003) is een Paraguayaans voetballer die door Botafogo FR wordt uitgeleend aan RWDM.

## Clubcarrière
Segovia maakte op 1 december 2019 zijn officiële debuut in het eerste elftal van Club Guaraní: in de competitiewedstrijd tegen Club Sol de América (0-1-verlies) kreeg de zestienjarige Paraguayaan een basisplaats. In 2022 eindigde hij met het U20-elftal van Guaraní derde op de Copa Libertadores onder 20.
In april 2023 maakte Segovia de overstap naar de Braziliaanse eersteklasser Botafogo FR, waar hij een contract tot 2026 ondertekende. In zijn debuutseizoen van Segovia deed Botafogo lang mee voor de landstitel, maar uiteindelijk eindigde de club pas vijfde in de Série A.
Op 1 februari 2024 werd aangekondigd dat Segovia tot medio 2024 werd uitgeleend aan RWDM, de Belgische zusterclub van Botafogo.

## Interlandcarrière
Segovia nam in 2019 met Paraguay –17 deel aan het WK onder 17 in Brazilië. Segovia scoorde er een van de zeven Paraguayaannse goals in de 0-7-zege tegen de Salomonseilanden. Paraguay sneuvelde er in de kwartfinale tegen Nederland.
In 2020 nam Segovia met Paraguay –20 deel aan de Zuid-Amerikaanse Spelen in eigen land. Paraguay sleepte op 12 oktober 2022 de eindzege in de wacht, Segovia miste geen enkele wedstrijd. In januari en februari 2023 nam hij met Paraguay –20 deel aan het Zuid-Amerikaans kampioenschap voetbal onder 20 in Colombia.
1 Lathouwers ·
3 Halilou ·
4 Doudaev ·
5 De Sart ·
6 Halifa ·
7 Montes ·
8 Abe ·
9 Parzyszek ·
10 Robail ·
11 Ziani ·
15 Laâziri ·
17 Barry ·
20 Poku ·
21 Marsoni ·
22 Soelle Soelle ·
23 Del Piage ·
26 Kestens ·
28 Hubert ·
29 Maurer ·
30 Baghli ·
31 Dodeigne ·
43 Sousa ·
49 Sapata ·
51 Preijs ·
53 Messad-Kouchiche ·
60 Awudu ·
70 Nkurunziza ·
77 Biron ·
83 Lemmens ·
84 El Arouch ·
99 Benjdida ·
Coach: Ferrera
· Assistent-coach: Baherlé
· Assistent-coach: De Camargo